# John Burman
John Ruben Burman, född 27 april 1922 i Byske församling, död 28 oktober 2002 i Nacka, var en svensk dansare.
Burman dansade vid Kungliga Operan i Stockholm mellan 1953 och 1963. Som medlem av Operans balettkår medverkade han i Hasse Ekmans film Eldfågeln (1952).